# Mónica Lozano
Mónica Cecilia Lozano (* 21. Juli 1956 in Los Angeles) ist Chief Executive Officer und Herausgeberin von La Opinión, der größten spanischsprachigen Zeitung der USA. Sie ist unter anderem seit 2000 im Board of Directors der Walt Disney Company, gehört dem Verwaltungsrat der University of California an und ist seit Januar 2020 auch im Board of Directors bei Apple.

## Leben
Lozano studierte an der University of Oregon Politikwissenschaft und hat zudem einen Ehrengrad des Occidental College. Seit Januar 2004 ist sie Herausgeberin und Chief Executive Officer von La Opinión. Unter Leitung Mónica Lozanos vergrößerten sich Auflage und Umsatz von La Opinion, als Vizepräsidentin der Lozano Communications, Inc. verantwortet sie deren Einstieg ins Radio- und Fernsehgeschäft.
2016 wurde sie zum Mitglied der American Academy of Arts and Sciences gewählt.
Die Zeitung La Opinion ist eine Gründung der Familie, der Mónica Lozano entstammt.